# Agrotis canietensis
Agrotis canietensis är en fjärilsart som beskrevs av Köhler 1966. Agrotis canietensis ingår i släktet Agrotis och familjen nattflyn. Inga underarter finns listade i Catalogue of Life.